# Obwód kowieński (Litewska SRR)
Obwód kowieński (ros. Каунасская область, lit. Kauno sritis) – jednostka administracyjna z siedzibą w Kownie istniejąca w latach 1950–1953 w Litewskiej SRR. 

## Historia
Obwód utworzono 20 czerwca 1950 r. w wyniku reformy administracyjnej dzielącej republiki bałtyckie na obwody. Obwód rozwiązano 28 maja 1953 r.

## Podział administracyjny
Obwód dzielił się na 23 rejony:
- ejragolski
- janowski
- jeźnieński
- jurborski
- kalwaryjski
- koszedarski
- kozłoworudzki
- kiejdański
- kibarcki
- łoździejski
- mariampolski
- władysławowski
- olicki
- poniemuński
- preński
- rosieński
- simieński
- szakowski
- wiejsiejski
- wiliampolski
- wyłkowyski
- wilkowski
- żyżmorski